# Мало Рударе
Мало Рударе (алб. Rudar i Vogël) је насеље у општини Звечан, Косово и Метохија, Република Србија.

## Географија
Два су села на терасама Ибра — Горње – Мало Рударе или Мало Село је под Малом стеном, а Доње – Велико Рударе или Велико Село је под Кршем – Рударачким кршем. Око два сата су села удаљена међу собом. У међама села су: Солила, Чука, Велика стена, Мала стена, Миладинов лаз, Погледало и Ибар.

## Историја
Село Рударе забележено је у Светостефанској хрисовуљи.

## Порекло становништва по родовима
- Морачани – Марковићи (6 кућа, Св. Арханђео, у новембру и Св. Арханђео „летњи“, у јулу), од Морачана из Борчана. Они су један род с Крајчанима у Грабовцу.
- Moрачани - Јосифовићи (2 kuće, Св. Арханђео, у новембру и Св. Арханђео „летњи“, у јулу), од Морачана из Борчана. Они су један род са Марковићима, Лазаревићима и Антосијевићима.

После рата 1877/78. године настанили су се:
- Мандићи: Трајковићи, Здравковићи, Анђелковићи (3 куће, Св. Арханђео 8. новембра), из Рајетића на Рогозни.
- Илићи (3 куће, Св. Ћирик) су „Ис Преко ибра“, из села Валача.

Нови су досељеници, после 1900. године:
- Нешковићи (2 куће, Св. Арханђео) су прешли из Доњег Рудара.
- Вилимоновић (1 кућа, Св. Ђорђе и Св. Никола), из из Доњег Рудара прешао је на имање.[1]

## Демографија
Према проценама из 2009. године које су коришћене за попис на Косову 2011. године, ово насеље је имало 650 становника, већина Срби.
| Година       | 1948 | 1953 | 1961 | 1971 | 1981 | 1991 | 2011 |
| ------------ | ---- | ---- | ---- | ---- | ---- | ---- | ---- |
| Становништво | 98   | 206  | 119  | 114  | 70   | 91   | 650  |

|  |